# 올차이
올차이(Olzai, 사르데냐어: Ortzài)는 이탈리아의 사르데냐주 누오로도에 있는 코무네이다. 칼리아리에서 북쪽으로 약 110 킬로미터 (68 mi), 누오로에서 남서쪽으로 약 20 킬로미터 (12 mi) 떨어져 있다.
올차이는 다음 지방 자치체와 접해 있다: 아우스티스, 누게두산타비토리아, 올롤라이, 오타나, 사룰레, 세딜로, 소라딜레, 테티.